# Uraria lagopodioides
Uraria lagopodioides är en ärtväxtart som beskrevs av Dc.. Uraria lagopodioides ingår i släktet Uraria och familjen ärtväxter. Inga underarter finns listade i Catalogue of Life.

## Bildgalleri

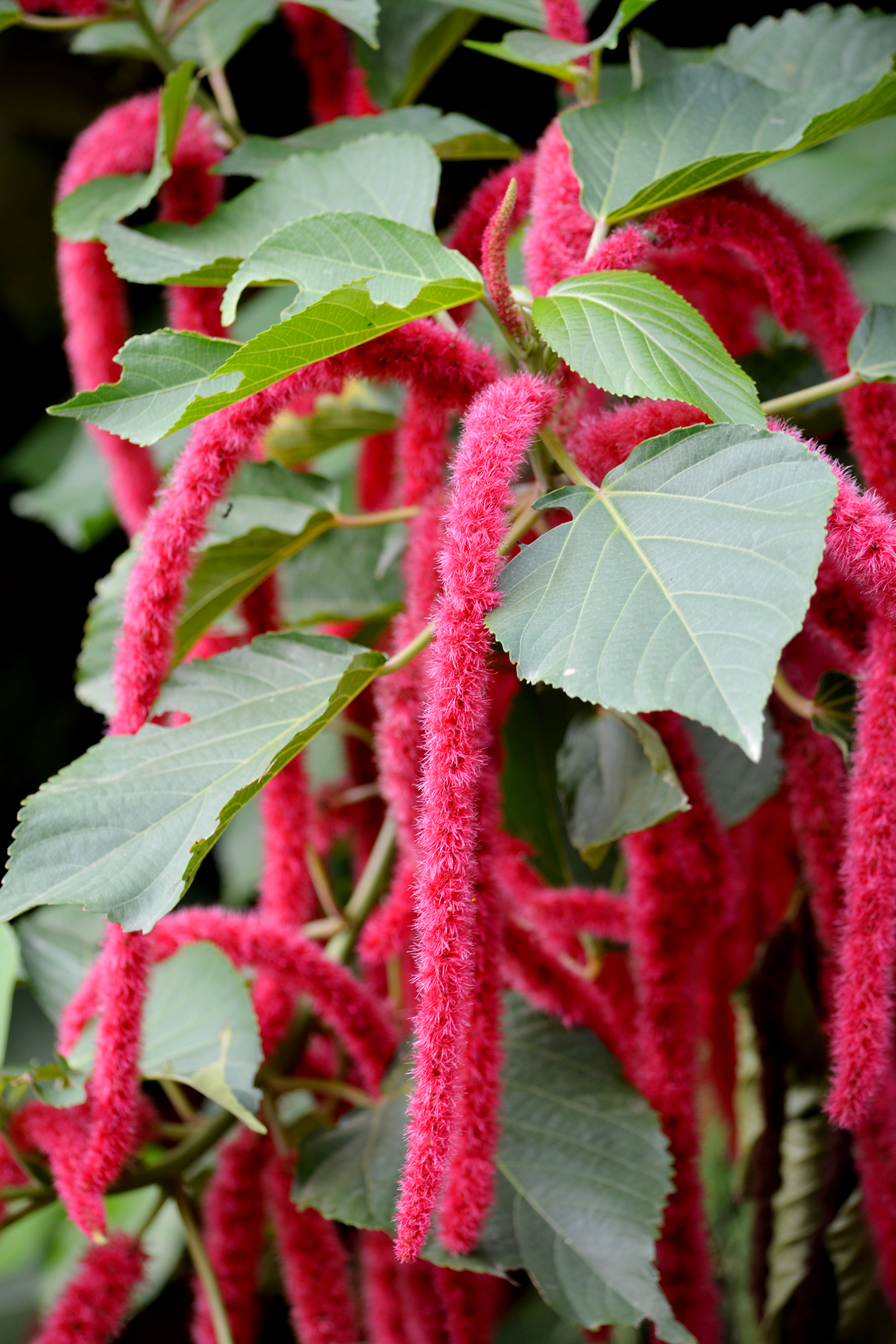